# Rush D. Holt
Rush Dew Holt, född 19 juni 1905 i Weston i West Virginia, död 8 februari 1955 i Bethesda i Maryland, var en amerikansk politiker. Han representerade delstaten West Virginia i USA:s senat 1935–1941.
Demokraten Holt utmanade sittande senatorn Henry D. Hatfield i senatsvalet 1934 och vann. Enligt USA:s konstitution måste en senator ha fyllt 30 år. Holt var 29 när han blev invald i senaten. Han fick inte tillträda innan han hade fyllt år. West Virginia hade bara en senator efter att Hatfield hade lämnat senaten 3 januari 1935 till dess att Holt tillträdde som senator den 21 juni, två dagar efter sin födelsedag. Regeln har inte alltid tillämpats lika strikt och den yngsta senatorn i USA:s historia är John Eaton som blev utnämnd till senaten bara 28 år gammal år 1818.
Holt hade blivit invald som en anhängare av Franklin D. Roosevelt men blev i senaten kritisk mot New Deal. Holt var också en isolationist som motsatte sig starkt tanken om USA:s inblandning i andra världskriget när kriget 1939 bröt ut. Holt förlorade i demokraternas primärval inför senatsvalet 1940 mot Harley M. Kilgore.
Holt blev 1949 republikan och kandiderade i 1952 års guvernörsval i West Virginia utan framgång.
Holts grav finns på Macpelah Cemetery i Weston, West Virginia. Änkan Helen Froelich Holt avled den 12 juli 2015 i en ålder av 101 år. Sonen Rush representerade New Jerseys tolfte distrikt i USA:s representanthus 1999–2015.